# Himmelherren
Himmelherren er en ungdomsbog skrevet af Kenneth Bøgh Andersen. Bogen handler om drengen Peter, der skriver fantasyhistorier. Den er på 344 sider.
Bogen vandt  Orla-prisen for bedste ungdomsbog i 2005, og kom på æreslisten ved uddeling af Kulturministeriets Børnebogspris samme år.
| Bog | Spire Denne artikel om bøger og tidsskrifter er en spire som bør udbygges. Du er velkommen til at hjælpe Wikipedia ved at udvide den. |